# Rennes Metròpoli
Rennes Metròpoli (en francès Rennes Métropole) és una estructura intercomunal francesa, situada al departament de l'Ille i Vilaine a la regió de Bretanya. Té una extensió de 639,6 kilòmetres quadrats i una població de 426.502 habitants (2013).
Té el seu origen en el Districte Rennes en 1970 que el 2000 es transformà en comunitat d'aglomeració i en metròpoli el 2015.

## Composició
Agrupa 43 comunes :
1. Rennes
2. Acigné
3. Bécherel
4. Betton
5. Bourgbarré
6. Brécé
7. Bruz
8. Cesson-Sévigné
9. Chantepie
10. La Chapelle-Chaussée
11. La Chapelle-des-Fougeretz
12. La Chapelle-Thouarault
13. Chartres-de-Bretagne
14. Chavagne
15. Chevaigné
16. Cintré
17. Clayes
18. Corps-Nuds
19. Gévezé
20. L'Hermitage
21. Laillé
22. Langan
23. Miniac-sous-Bécherel
24. Montgermont
25. Mordelles
26. Nouvoitou
27. Noyal-Châtillon-sur-Seiche
28. Orgères
29. Pacé
30. Parthenay-de-Bretagne
31. Pont-Péan
32. Le Rheu
33. Romillé
34. Saint-Armel
35. Saint-Erblon
36. Saint-Gilles
37. Saint-Grégoire
38. Saint-Jacques-de-la-Lande
39. Saint-Sulpice-la-Forêt
40. Thorigné-Fouillard
41. Le Verger
42. Vern-sur-Seiche
43. Vezin-le-Coquet

Noyal-sur-Vilaine fou una de les comunes originàries el 1970 però deixà la comunitat en 2005.